# Sikkelsprinkhaan
De sikkelsprinkhaan (Phaneroptera falcata) is een insect uit de sprinkhanenfamilie Tettigoniidae.

## Determinatie
Het is een makkelijk te herkennen soort omdat de kleur altijd grasgroen is en de vleugels zeer ver uitsteken; ze zijn bijna twee keer zo lang als het lichaam. Met name de achtervleugels zijn sterk verlengd en hierdoor heeft de sprinkhaan als hij vliegt, of beter gezegd zweeft, een vlinderachtige aanblik. Een ander typisch kenmerk zijn de rode ogen die sterk afsteken tegen de groene basiskleur. De lichaamslengte is ongeveer 2 cm maar door de lange vleugels en sprieterige poten en antennes doet het insect groter aan. Mannetjes worden 12–17 mm lang, vrouwtjes 15–18 mm. De kleur is groen met over het gehele lichaam kleine zwarte spikkeltjes. De vrouwtjes hebben de karakteristieke, sterk zijdelings afgeplatte en brede, sikkelvormige legbuis waarmee de eitjes worden afgezet. Deze is kort en wijst naar boven maar is door de vleugels vaak moeilijk te zien.

### Gelijkende taxa
De sikkelsprinkhaan is gemakkelijk te verwarren met de zuidelijke sikkelsprinkhaan. Sommige andere sprinkhanen, zoals het spitskopje, kennen soms langvleugelige exemplaren die verward kunnen worden maar de vleugels zijn nooit zo lang als bij de sikkelsprinkhaan en bovendien niet groen gekleurd aan de achterzijde.

## Gedrag
Sikkelsprinkhanen zijn pas laat in het jaar volwassen en zijn van juli tot november te zien. De soort is actief van drie uur in de middag tot één uur 's nachts. Het geluid is onregelmatig en zacht en niet geschikt voor de inventarisatie van de soort.

## Ecologie
De sikkelsprinkhaan leeft in wat drogere biotopen als heiden, wegbermen en drogere gras- en weidevelden. Het voedsel bestaat uit kruidachtige planten en grassen en deze soort houdt van meer dichte en begroeide plaatsen met wel hier en daar open plekken.
De waardplanten van de soort zijn sleedoorn, zwarte braam en wilde appel. De beste plekken om de eitjes af te zetten zijn op het zuiden geëxponeerde bosranden met mantels waarin de voornoemde waardplanten aanwezig zijn.

## Verspreiding
De sikkelsprinkhaan komt in Nederland alleen voor in het zuiden en verder in geheel België en zuidelijk Duitsland en verder naar het zuiden van Europa. Vroeger was deze soort vrij zeldzaam - de soort is pas sinds 1968 in Nederland bekend - maar tegenwoordig plaatselijk algemeen. Het goede vliegvermogen van de soort zorgt ervoor dat sprinkhaan relatief snel in staat is nieuwe plekken te bereiken.